# Malé Ludince
Malé Ludince – wieś (obec) na Słowacji położona w kraju nitrzańskim, w powiecie Levice. Pierwsze wzmianki o miejscowości pochodzą z roku 1293. 
Według danych z dnia 31 grudnia 2012, wieś zamieszkiwało 180 osób, w tym 95 kobiet i 85 mężczyzn.
W 2001 roku pod względem narodowości i przynależności etnicznej 17,16% mieszkańców stanowili Słowacy, a 82,84% Węgrzy.
Ze względu na wyznawaną religię struktura mieszkańców kształtowała się w 2001 roku następująco:
- Katolicy rzymscy – 19,12%
- Ewangelicy – 3,43%
- Ateiści – 8,33%